# Famille de Percy (Percy-en-Auge)
Pour les articles homonymes, voir Famille de Percy.
La famille de Percy est une famille anglaise qui compte Guillaume de Percy, un normand ayant participé à la conquête normande de l'Angleterre au XIe siècle.
Cette famille est originaire de la localité normande Percy-en-Auge qu'elle a fondée au début du XIe siècle et s'est éteinte en 1204.  
Les descendants d'Agnès de Percy et de Joscelin de Louvain hériteront du nom et des possessions de cette famille.

## Filiation simplifiée
- Geoffroy de Percy, fondateur du village de Percy-en-Auge
  - Guillaume de Percy, baron de Percy
    - Alan, baron de Percy
      - William, baron de Percy
        - Maud et Guillaume de Beaumont, comte de Warwick (en)
        - Agnès et Joscelin de Louvain (en)
          - Famille Percy de Northumberland